# سامانه جستجوی بانک ژنی دانشگاه کالیفرنیا، سانتا کروز
سامانه جستجوی بانک ژنی دانشگاه کالیفرنیا، سانتا کروز (انگلیسی: UCSC Genome Browser) یک مرورگر اینترنتی بَرخط و قابل بارگیری برای بانک ژنی انسان (ژنوم) است که توسط دانشگاه کالیفرنیا، سانتا کروز (UCSC) میزبانی می‌شود. این وبگاه برهم‌کنشی، اجازه دسترسی به توالی‌های ژنی مربوط به گونه‌های مختلفی از مهره‌داران، بی مهرگان و مدل‌اُرگانیسم‌ها را فراهم می‌آورد و گزارمان مرتبط به آنان را هم ارائه می‌نماید.
این سامانه در سال ۲۰۰۰ میلادی توسط دانشجویی به نام جیم کنت (استاد کنونی علوم کامپیوتر در دانشگاه کالیفرنیا، سانتا کروز) پایه‌گذاری و راه‌اندازی شد و بودجه آن توسط مؤسسه پزشکی هاورد هیوز و مؤسسه ملی تحقیقات ژنوم انسان (زیر مجموعه‌ای از مؤسسه ملی سلامت) تأمین می‌شود.

## ژنوم
از زمان راه‌اندازی تا کنون، این سامانه، توالی‌های ژنی تمامی مهره‌داران و برخی از بی‌مهرگان را (۴۶ گونه تا کنون) با جزئیات کافی ارائه می‌کند. جانورانی که ژنوم آنها به‌طور کامل در این سامانه ارائه می‌شود عبارتند از:
| انسانیان               | انسان، عنتر دم‌کوتاه، شامپانزه کوتوله، شامپانزه معمولی، میمون درازدست، گوریل، اورانگوتان |
| نخستی‌سانان غیرانسانیان | شب‌دوست، مارموزت، لمورهای موشی، میمون رزوس، خزمیمون، شبگردان هندی، حشره‌خواران درختی |
| پستانداران غیر نخستی‌ها | موش خانگی، آلپاکا، آرمادیلو، گربه، همستر کوتوله چینی، گاو، سگ، دلفین، فیل، راسوی اهلی، خوکچه هندی، جوجه‌تیغی، اسب، خرموش کانگورویی، گاو دریایی، نهنگ بزرگ‌باله‌ای کوچک، موش صحرایی برهنه، صاریغ، پاندا، خوک، خرگوش بی‌دم، نوک‌اردکی، خرگوش، موش صحرایی، خرگوش کوهی صخره، گوسفند، حشره‌خوار، تنبل، سنجاب، شیطان تاسمانی، تیغ‌پشت، والابی، کرگدن سفید |
| طنابداران غیرپستاندار  | الیگاتور آمریکایی، روغن‌ماهی اطلسی، مرغ عشق، مرغ، تهی‌خار، شبح‌کوسهٔ استرالیایی، بادبادک‌ماهی، مکنده‌ماهی، مارمولک، ماهی برنج ژاپنی، سهره زمینی میان‌جثه، تیلاپیای نیل، لاک‌پشت نقش‌دار، ماهی آبنوس، تترادون، بوقلمون، قورباغه پنجه‌دار غربی، فنچ راه‌راه، گورخرماهی                                                                                    |
| بی‌مهرگان               | گونه‌های کرم‌های کانورابتیدیس (۵)، گونه‌های مگس سرکه (۱۱)، زنبور عسل، نیزک، پشه، کِـرم پی. پاسیفیکوس، خرگوش دریایی، کوزه‌داران، توتیای دریایی، مخمر |
| ویروس‌ها                | ویروس ابولا، کروناویروس سندرم حاد تنفسی ۲ |